# Щурячий набій

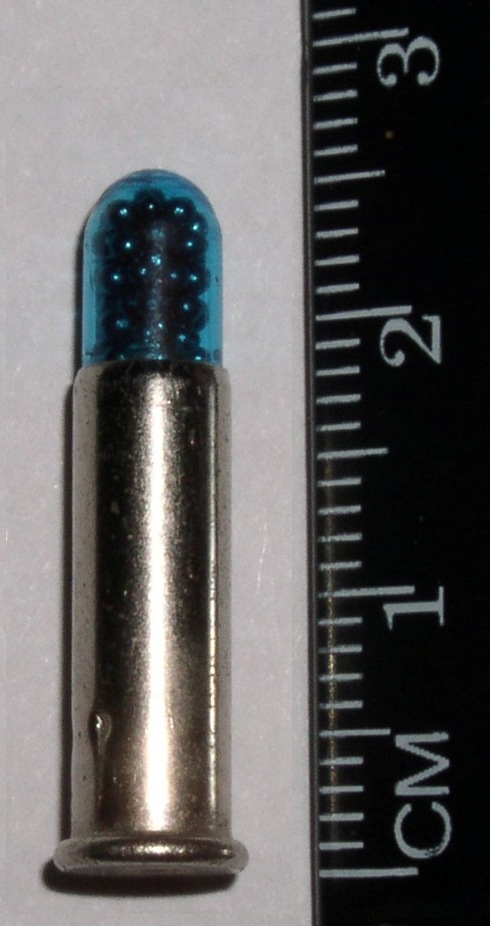
.22 Ratshot

Звичайний набій Winchester .22 LR (ліворуч), поряд зі старим щурячим набоєм Winchester (праворуч). Набій праворуч містить круглі дробові кульки

Щурячий набій (англ. rat-shot) (або зміїний набій (англ. snake shot)) — дуже малий дробовий набій (зазвичай #12 — 1.3 мм (0.05")) заряджений у набій для використання у нарізній зброї на відміну від більш традиційних галдкоствольних набоїв, таких як дробовики. Щурячі набої можна використовувати у ручній зброї або у гвинтівках, щоб використовувати звичайну зброю у якості не потужного дробовика для стрільби на коротких відстанях. Щурячі набої часто називають англ. shotshells. Найбільш поширеними набоями для ручної зброї є набій .22 Long Rifle і деякі пістолетні або револьверні набої. Відомі дробові набої для ручної зброї: .22 LR, .22 Magnum, .38 Special, 9×19mm Luger, .40 Smith & Wesson, .44 Special, .45 ACP та .45 Colt. У набої CCI .22 LR міститься 1/15 унції дробу № 12; у набої CCI .45 Colt міститься 1/3 унції дробу № 9. Менший розмір дробу типовий для набоїв калібру .22, такі набої інколи називають «dust shot» і використовують зазвичай збирачі птахів.

## Використання
Щурячі набої зазвичай використовують для стрільби по зміях, гризунам та інших малих тваринах на дуже близькій відстані. Їх використовують фермери, щоб знищувати птахів, які залітають до клунь та ангарів, а також для полювання на щурів, тому що дрібні кулі не шкодять металевому даху клунь або сталевим стінам ангарів. Щурячі набої зазвичай використовують у гвинтівках 22 калібру для навчання стрільців, а також для навчання мисливських собак, щоб вони не лякалися гучних звуків.
Щурячі набої краще використовувати у гладкоствольній зброї, наприклад, дробовик Marlin Firearms Model 25MG, але ними можна стріляти з нарізної зброї на короткі відстані. Через те, що гладкоствольну зброю зі стволом довжиною до 18 дюймів (у США) можна віднести до обрізів, ручна зброя під щурячі набої зазвичай має нарізні стволи. Пістолети Thompson Center Arms представлені в різних калібрах, наприклад .357 Magnum та .44 Magnum. Ефективна вбивча дальність щурячих набоїв обмежена, зазвичай становить від 3 до 5 метрів.
Щурячі набої також використовують у деяких типах крихких боєприпасів, наприклад, куля Glaser Safety, яка представляє собою суцільну кулю до влучання у ціль і має ефективну вражаючу дальність як у звичайної кулі. У таких кулях, дріб склеєно або спечено у тонкій оболонці для формування метального предмету який розпадається на фрагменти, зменшуючи пробивну властивість, ризик рикошету і побічні ушкодження, пов'язані з пробиттям та рикошетом.

## Будова
Деякі щурячі набої кільцевого запалення схожі на традиційні рушничні набої, з латунною обтисненою гільзою, у той час як багато набоїв кільцевого і майже всі набої центрального запалення мають порожню пластикову капсулу, яку зазвичай роблять у вигляді кулі щоб утримувати дріб. Пластикова оболонка руйнується під час пострілу, а дріб розсіюється після виходу з дула. Деякі джерела стверджують, що пластикова оболонка руйнується при подачі набою з магазина. Обтиснені гільзи не мають такої проблеми, але можуть не викидатися з деякої напівавтоматичної зброї.

## У культурі
У 10-му епізоді другого сезону американського серіалу «The Wire», брат Моузон стріляє у Чіза Вагстава щурячим набоєм, для попередження у суперечці з приводу наркоторгівлі.

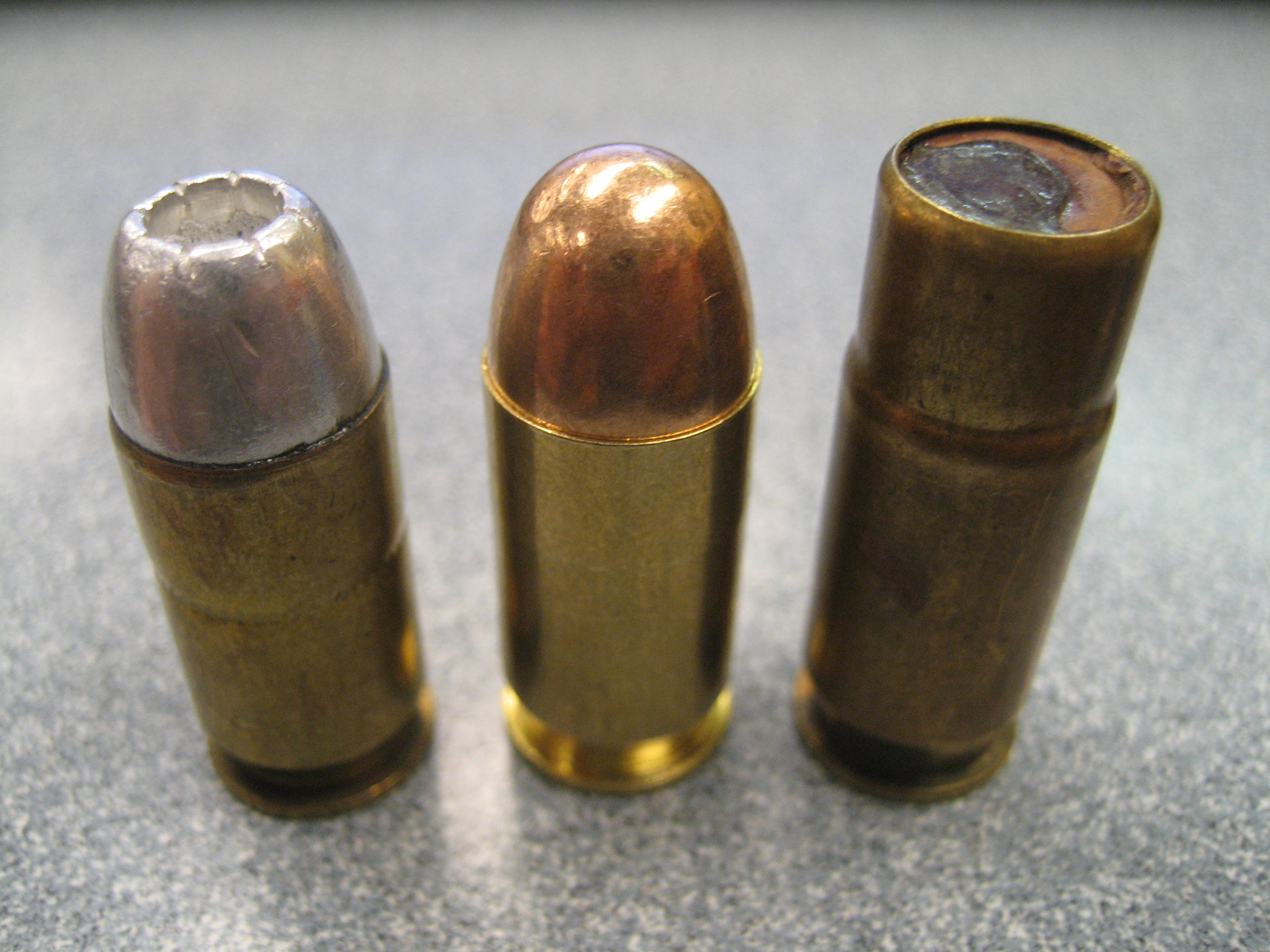
Військовий набій калібру .45 Auto «Birdshot» (праворуч). Їх створили для пілотів Другої світової, щоб ті могли здобувати собі харчі коли їх зіб'ють.